# テアニンヒドロラーゼ
テアニンヒドロラーゼ(Theanine hydrolase、EC 3.5.1.65)は、以下の化学反応を触媒する酵素である。
N5-エチル-L-グルタミン + 水{\displaystyle \rightleftharpoons }L-グルタミン酸 + エチルアミン
従って、この酵素の基質はN5-エチル-L-グルタミン（テアニン）と水の2つ、生成物はL-グルタミン酸とエチルアミンの2つである。
この酵素は加水分解酵素、特に鎖状アミドの炭素-窒素結合に作用するものに分類される。系統名は、N5-エチル-L-グルタミン アミドヒドロラーゼ(N5-ethyl-L-glutamine amidohydrolase)である。